# Dapagliflozin
Il dapagliflozin o BMS-512148-05 è un farmaco orale per il trattamento del diabete mellito di tipo 2 appartenente ad una nuova classe di farmaci: gli inibitori del trasportatore renale del sodio-glucosio 2 (SGLT2). La molecola è stata studiata e sviluppata da Bristol-Myers Squibb e AstraZeneca; I nomi commerciali sono: Farxiga (US) mentre Forxiga è il nome in (EU); il farmaco è inserito nell'elenco dei farmaci essenziali dell'Organizzazione mondiale della sanità.
Il farmaco nell'aprile del 2012 ha avuto parere favorevole dall'EMA all'immissione in commercio.
Il dapagliflozin è il primo farmaco della classe delle glifozine ad essere approvato in Italia, nel gennaio 2022, per la cura dello scompenso cardiaco nei pazienti con e senza diabete di tipo 2.

## Indicazioni
Nell'Unione Europea, dapagliflozin è indicato negli adulti:
- per il trattamento del diabete di tipo 2 non sufficientemente controllato oltre a dieta ed esercizio fisico:
  - in monoterapia quando la metformina è inappropriata a causa di intolleranza,
  - in aggiunta ad altri farmaci per il trattamento del diabete di tipo 2;

- per il trattamento dello scompenso cardiaco con frazione di eiezione ridotta.
- per il trattamento della malattia renale cronica.

## Effetti indesiderati
Gli effetti collaterali comuni includono infezioni del tratto urinario, infezioni fungine dell'inguine e dolori articolari.
È possibile l'insorgenza di ipoglicemia, soprattutto se utilizzato in combinazione con altri farmaci antidiabetici.
Effetti collaterali più rari, ma più gravi, includono la fascite necrotizzante del perineo chiamata gangrena di Fournier e la chetoacidosi diabetica con livelli normali/moderatamente alti di glicemia.